# Коонт
Коонт (дав.-гр. Κόων, також Кінон) — персонаж давньогрецької міфології, троянець, старший син Антенора і, ймовірно, Тезно. Під час троянської війни у бою біля ахейського табору на узбережжі боронячи тіло свого брата Іфідама, якого вбив цар Мікен Агамемнон і хотів зняти бойові обладунки, поранив царя списом у плече, але той встиг відсікти голову Коонту. Через поранення Агамемнон змушений був вийти з бою і того дня більше не бився.
Згідно з Павсанієм бій між Коонтом і Агамемноном було зображено на кедровій скрині тирана Коринфа Кіпсела.